# Титиры (птицы)
Титиры (лат. Tityra) — род воробьиных птиц семейства Tityridae.

## Описание
Беловато-серые птицы длиной тела около 18-19 см. Питаются насекомыми. Гнездо устраивает в дуплах деревьев. Насиживанием яиц занимается только самка. Самец кормит и охраняет потомство.

## Классификация
В состав рода включают 3 или 4 вида.
- Tityra cayana (Linnaeus, 1766) — Чернохвостая титира
- Tityra inquisitor (Lichtenstein, 1823) — Черноголовая титира
- Tityra leucura Pelzeln, 1868
- Tityra semifasciata (Spix, 1825) — Масковая титира

## Распространение
Представители рода встречаются Мексике, Центральной Америке и на севере Южной Америки.